# Premier League de 2017–18
A Primeira Divisão do Campeonato Inglês de Futebol da temporada 2017–2018 foi a 116ª edição da principal divisão do futebol inglês (26ª como Premier League). A temporada começou em 12 de agosto de 2017 e terminou em 13 de maio de 2018.
O Chelsea entrou na competição como o campeão da edição anterior. Newcastle United, Brighton & Hove Albion e Huddersfield Town foram as equipes promovidas da EFL Championship de 2016–17.
Ao final dessa temporada, o Manchester City sagrou-se campeão.

## Regulamento
A Premier League é disputada por 20 clubes em dois turnos. Em cada turno, todos os times jogam entre si uma única vez. Os jogos do segundo turno serão realizados na mesma ordem do primeiro, apenas com o mando de campo invertido. Não há campeões por turnos, sendo declarado campeão da Inglaterra o time que obtiver o maior número de pontos após as 38 rodadas.

### Critérios de desempate
Caso haja empate de pontos entre dois clubes, os critérios de desempates serão aplicados na seguinte ordem:
1. Saldo de gols
2. Gols marcados
3. Confronto direto

## Participantes

### Promovidos e rebaixados
| Pos. | Rebaixados da Premier League |
| ---- | ---------------------------- |
| 18º  | Hull City                    |
| 19º  | Middlesbrough                |
| 20º  | Sunderland                   |

| Pos. | Promovidos da Championship    |
| ---- | ----------------------------- |
| 1º   | Newcastle United              |
| 2º   | Brighton & Hove Albion        |
| 5°   | Huddersfield Town (Play-offs) |

### Informações das equipes
| Nº de equipes | Região              | Equipes                                                          |
| ------------- | ------------------- | ---------------------------------------------------------------- |
| 5             | Grande Londres      | Arsenal, Chelsea, Crystal Palace, Tottenham e West Ham           |
| 5             | Noroeste            | Burnley, Everton, Liverpool, Manchester City e Manchester United |
| 2             | Midlands Ocidentais | Stoke City e West Bromwich                                       |
| 2             | Sudeste             | Brighton & Hove Albion e Southampton                             |
| 1             | Sudoeste            | Bournemouth                                                      |
| 1             | Yorkshire e Humber  | Huddersfield Town                                                |
| 1             | Midlands Orientais  | Leicester City                                                   |
| 1             | Nordeste            | Newcastle United                                                 |
| 1             | País de Gales       | Swansea City                                                     |
| 1             | Leste               | Watford                                                          |

| Equipe                 | Cidade          | Treinador               | Em 2016/17      | Estádio (mando)            | Capacidade | Títulos (último) | Material Esportivo |
| ---------------------- | --------------- | ----------------------- | --------------- | -------------------------- | ---------- | ---------------- | ------------------ |
| Arsenal                | Londres         | Arsène Wenger           | 5º              | Emirates Stadium           | 60.338     | 13 (2003–04)     | Puma               |
| Bournemouth            | Londres         | Eddie Howe              | 9º              | Dean Court                 | 11.700     | 0 (não possui)   | Umbro              |
| Brighton & Hove Albion | Brighton & Hove | Chris Hughton           | 2º (2ª divisão) | Falmer Stadium             | 30.750     | 0 (não possui)   | Nike               |
| Burnley                | Burnley         | Sean Dyche              | 16º             | Turf Moor                  | 22.619     | 2 (1959–60)      | Puma               |
| Chelsea                | Londres         | Antonio Conte           | 1º              | Stamford Bridge            | 41.798     | 6 (2016–17)      | Nike               |
| Crystal Palace         | Londres         | Roy Hodgson             | 14º             | Selhurst Park              | 26.309     | 0 (não possui)   | Macron             |
| Everton                | Liverpool       | Sam Allardyce           | 7º              | Goodison Park              | 39.572     | 9 (1987–88)      | Umbro              |
| Huddersfield Town      | Huddersfield    | David Wagner            | 5º (2ª divisão) | Kirklees Stadium           | 24.586     | 3 (1925–26)      | Puma               |
| Leicester City         | Leicester       | Claude Puel             | 12º             | King Power Stadium         | 32.262     | 1 (2015–16)      | Puma               |
| Liverpool              | Liverpool       | Jürgen Klopp            | 4º              | Anfield                    | 54.074     | 18 (1989–90)     | New Balance        |
| Manchester City        | Manchester      | Josep Guardiola         | 3º              | City of Manchester Stadium | 55.097     | 4 (2013–14)      | Nike               |
| Manchester United      | Manchester      | José Mourinho           | 6º              | Old Trafford               | 75.731     | 20 (2012–13)     | Adidas             |
| Newcastle United       | Newcastle       | Rafael Benítez          | 1º (2ª Divisão) | St. James' Park            | 52,354     | 4 (1926–27)      | Puma               |
| Southampton            | Southampton     | Mark Hughes             | 8º              | St Mary's Stadium          | 32.589     | 0 (não possui)   | Under Armour       |
| Stoke City             | Stoke-on-Trent  | Paul Lambert            | 13º             | Britannia Stadium          | 27.740     | 0 (não possui)   | Macron             |
| Swansea City           | Swansea         | Carlos Carvalhal        | 15º             | Liberty Stadium            | 21.088     | 0 (não possui)   | Joma               |
| Tottenham Hotspur      | Londres         | Mauricio Pochettino     | 2º              | White Hart Lane            | 36.284     | 2 (1960–61)      | Nike               |
| Watford                | Watford         | Javi Gracia             | 17º             | Vicarage Road              | 21.500     | 0 (não possui)   | Adidas             |
| West Bromwich          | West Bromwich   | Darren Moore (interino) | 10º             | The Hawthorns              | 26.500     | 1 (1919–20)      | Adidas             |
| West Ham United        | Londres         | David Moyes             | 11º             | Olímpico de Londres        | 60.000     | 0 (não possui)   | Umbro              |

### Mudança de técnicos
| Clube          | Antecessor          | Motivo         | Data da vaga           | Pos           | Sucessor                | Data da nomeação       |
| -------------- | ------------------- | -------------- | ---------------------- | ------------- | ----------------------- | ---------------------- |
| Watford        | Walter Mazzarri     | Consenso mútuo | 21 de maio de 2017     | Pré-Temporada | Marco Silva             | 27 de maio de 2017     |
| Crystal Palace | Sam Allardyce       | Aposentado     | 23 de maio de 2017     | Pré-Temporada | Frank de Boer           | 26 de junho de 2017    |
| Southampton    | Claude Puel         | Demitido       | 14 de junho de 2017    | Pré-Temporada | Mauricio Pellegrino     | 23 de junho de 2017    |
| Crystal Palace | Frank de Boer       | Demitido       | 11 de setembro de 2017 | 19º           | Roy Hodgson             | 12 de setembro de 2017 |
| Leicester      | Craig Shakespeare   | Demitido       | 17 de outubro de 2017  | 18º           | Claude Puel             | 25 de outubro de 2017  |
| Everton        | Ronald Koeman       | Demitido       | 23 de outubro de 2017  | 18º           | Sam Allardyce           | 23 de outubro de 2017  |
| West Ham       | Slaven Bilić        | Demitido       | 6 de novembro de 2017  | 18º           | David Moyes             | 7 de novembro de 2017  |
| West Bromwich  | Tony Pulis          | Demitido       | 20 de novembro de 2017 | 17º           | Alan Pardew             | 29 de novembro de 2017 |
| Swansea City   | Paul Clement        | Demitido       | 20 de dezembro de 2017 | 20º           | Carlos Carvalhal        | 28 de dezembro de 2017 |
| Stoke City     | Mark Hughes         | Demitido       | 6 de janeiro de 2018   | 18º           | Paul Lambert            | 15 de janeiro de 2018  |
| Watford        | Marco Silva         | Demitido       | 21 de janeiro de 2018  | 10º           | Javi Gracia             | 21 de janeiro de 2018  |
| Southampton    | Mauricio Pellegrino | Demitido       | 12 de março de 2018    | 17º           | Mark Hughes             | 14 de março de 2018    |
| West Bromwich  | Alan Pardew         | Consenso mútuo | 2 de abril de 2018     | 20º           | Darren Moore (interino) | 2 de abril de 2018     |

## Classificação
| Pos | Equipe                 | Pts | J  | V  | E  | D  | GP  | GC | SG  |                                                             |
| --- | ---------------------- | --- | -- | -- | -- | -- | --- | -- | --- | ----------------------------------------------------------- |
| 1   | Manchester City        | 100 | 38 | 32 | 4  | 2  | 106 | 27 | +79 | Qualificação para a Fase de grupos da Liga dos Campeões     |
| 2   | Manchester United      | 81  | 38 | 25 | 6  | 7  | 68  | 28 | +40 | Qualificação para a Fase de grupos da Liga dos Campeões     |
| 3   | Tottenham              | 77  | 38 | 23 | 8  | 7  | 74  | 36 | +38 | Qualificação para a Fase de grupos da Liga dos Campeões     |
| 4   | Liverpool              | 75  | 38 | 21 | 12 | 5  | 84  | 38 | +46 | Qualificação para a Fase de grupos da Liga dos Campeões     |
| 5   | Chelsea                | 70  | 38 | 21 | 7  | 10 | 62  | 38 | +24 | Qualificação para a Fase de grupos da Liga Europa           |
| 6   | Arsenal                | 63  | 38 | 19 | 6  | 13 | 74  | 51 | +23 | Qualificação para a Fase de grupos da Liga Europa           |
| 7   | Burnley                | 54  | 38 | 14 | 12 | 12 | 36  | 39 | −3  | Segunda fase eliminatória da Liga Europa da UEFA de 2018–19 |
| 8   | Everton                | 49  | 38 | 13 | 10 | 15 | 44  | 58 | −14 |                                                             |
| 9   | Leicester              | 47  | 38 | 12 | 11 | 15 | 56  | 60 | −4  |                                                             |
| 10  | Newcastle              | 44  | 38 | 12 | 8  | 18 | 39  | 47 | −8  |                                                             |
| 11  | Crystal Palace         | 44  | 38 | 11 | 11 | 16 | 45  | 55 | −10 |                                                             |
| 12  | Bournemouth            | 44  | 38 | 11 | 11 | 16 | 45  | 61 | −16 |                                                             |
| 13  | West Ham               | 42  | 38 | 10 | 12 | 16 | 48  | 68 | −20 |                                                             |
| 14  | Watford                | 41  | 38 | 11 | 8  | 19 | 44  | 64 | −20 |                                                             |
| 15  | Brighton & Hove Albion | 40  | 38 | 9  | 13 | 16 | 34  | 54 | −20 |                                                             |
| 16  | Huddersfield Town      | 37  | 38 | 9  | 10 | 19 | 28  | 58 | −30 |                                                             |
| 17  | Southampton            | 36  | 38 | 7  | 15 | 16 | 37  | 56 | −19 |                                                             |
| 18  | Swansea City           | 33  | 38 | 8  | 9  | 21 | 28  | 56 | −28 | Rebaixamento para o Campeonato EFL                          |
| 19  | Stoke City             | 33  | 38 | 7  | 12 | 19 | 35  | 68 | −33 | Rebaixamento para o Campeonato EFL                          |
| 20  | West Bromwich          | 31  | 38 | 6  | 13 | 19 | 31  | 56 | −25 | Rebaixamento para o Campeonato EFL                          |

1. 1 2  Como o campeão da EFL Cup de 2017–18 (Manchester City) está classificado para a Liga dos Campeões da UEFA de 2018–19, o lugar que dá esse torneio para a fase de grupos da Liga Europa da UEFA de 2018–19 vai para o 6º lugar.

## Confrontos
| Mandante \ Visitante   | ARS | BOU | BHA | BUR | CHE | CRY | EVE | HUD | LEI | LIV | MCI | MUN | NEW | SOU | STK | SWA | TOT | WAT | WBA | WHU |
| ---------------------- | --- | --- | --- | --- | --- | --- | --- | --- | --- | --- | --- | --- | --- | --- | --- | --- | --- | --- | --- | --- |
| Arsenal                | —   | 3–0 | 2–0 | 5–0 | 2–2 | 4–1 | 5–1 | 5–0 | 4–3 | 3–3 | 0–3 | 1–3 | 1–0 | 3–2 | 3–0 | 2–1 | 2–0 | 3–0 | 2–0 | 4–1 |
| AFC Bournemouth        | 2–1 | —   | 2–1 | 1–2 | 0–1 | 2–2 | 2–1 | 4–0 | 0–0 | 0–4 | 1–2 | 0–2 | 2–2 | 1–1 | 2–1 | 1–0 | 1–4 | 0–2 | 2–1 | 3–3 |
| Brighton & Hove Albion | 2–1 | 2–2 | —   | 0–0 | 0–4 | 0–0 | 1–1 | 1–1 | 0–2 | 1–5 | 0–2 | 1–0 | 1–0 | 1–1 | 2–2 | 4–1 | 1–1 | 1–0 | 3–1 | 3–1 |
| Burnley                | 0–1 | 1–2 | 0–0 | —   | 1–2 | 1–0 | 2–1 | 0–0 | 2–1 | 1–2 | 1–1 | 0–1 | 1–0 | 1–1 | 1–0 | 2–0 | 0–3 | 1–0 | 0–1 | 1–1 |
| Chelsea                | 0–0 | 0–3 | 2–0 | 2–3 | —   | 2–1 | 2–0 | 1–1 | 0–0 | 1–0 | 0–1 | 1–0 | 3–1 | 1–0 | 5–0 | 1–0 | 1–3 | 4–2 | 3–0 | 1–1 |
| Crystal Palace         | 2–3 | 2–2 | 3–2 | 1–0 | 2–1 | —   | 2–2 | 0–3 | 5–0 | 1–2 | 0–0 | 2–3 | 1–1 | 0–1 | 2–1 | 0–2 | 0–1 | 2–1 | 2–0 | 2–2 |
| Everton                | 2–5 | 2–1 | 2–0 | 0–1 | 0–0 | 3–1 | —   | 2–0 | 2–1 | 0–0 | 1–3 | 0–2 | 1–0 | 1–1 | 1–0 | 3–1 | 0–3 | 3–2 | 1–1 | 4–0 |
| Huddersfield Town      | 0–1 | 4–1 | 2–0 | 0–0 | 1–3 | 0–2 | 0–2 | —   | 1–1 | 0–3 | 1–2 | 2–1 | 1–0 | 0–0 | 1–1 | 0–0 | 0–4 | 1–0 | 1–0 | 1–4 |
| Leicester City         | 3–1 | 1–1 | 2–0 | 1–0 | 1–2 | 0–3 | 2–0 | 3–0 | —   | 2–3 | 0–2 | 2–2 | 1–2 | 0–0 | 1–1 | 1–1 | 2–1 | 2–0 | 1–1 | 0–2 |
| Liverpool              | 4–0 | 3–0 | 4–0 | 1–1 | 1–1 | 1–0 | 1–1 | 3–0 | 2–1 | —   | 4–3 | 0–0 | 2–0 | 3–0 | 0–0 | 5–0 | 2–2 | 5–0 | 0–0 | 4–1 |
| Manchester City        | 3–1 | 4–0 | 3–1 | 3–0 | 1–0 | 5–0 | 1–1 | 0–0 | 5–1 | 5–0 | —   | 2–3 | 3–1 | 2–1 | 7–2 | 5–0 | 4–1 | 3–1 | 3–0 | 2–1 |
| Manchester United      | 2–1 | 1–0 | 1–0 | 2–2 | 2–1 | 4–0 | 4–0 | 2–0 | 2–0 | 2–1 | 1–2 | —   | 4–1 | 0–0 | 3–0 | 2–0 | 1–0 | 1–0 | 0–1 | 4–0 |
| Newcastle United       | 2–1 | 0–1 | 0–0 | 1–1 | 3–0 | 1–0 | 0–1 | 1–0 | 2–3 | 1–1 | 0–1 | 1–0 | —   | 3–0 | 2–1 | 1–1 | 0–2 | 0–3 | 0–1 | 3–0 |
| Southampton            | 1–1 | 2–1 | 1–1 | 0–1 | 2–3 | 1–2 | 4–1 | 1–1 | 1–4 | 0–2 | 0–1 | 0–1 | 2–2 | —   | 0–0 | 0–0 | 1–1 | 0–2 | 1–0 | 3–2 |
| Stoke City             | 1–0 | 1–2 | 1–1 | 1–1 | 0–4 | 1–2 | 1–2 | 2–0 | 2–2 | 0–3 | 0–2 | 2–2 | 0–1 | 2–1 | —   | 2–1 | 1–2 | 0–0 | 3–1 | 0–3 |
| Swansea City           | 3–1 | 0–0 | 0–1 | 1–0 | 0–1 | 1–1 | 1–1 | 2–0 | 1–2 | 1–0 | 0–4 | 0–4 | 0–1 | 0–1 | 1–2 | —   | 0–2 | 1–2 | 1–0 | 4–1 |
| Tottenham Hotspur      | 1–0 | 1–0 | 2–0 | 1–1 | 1–2 | 1–0 | 4–0 | 2–0 | 5–4 | 4–1 | 1–3 | 2–0 | 1–0 | 5–2 | 5–1 | 0–0 | —   | 2–0 | 1–1 | 1–1 |
| Watford                | 2–1 | 2–2 | 0–0 | 1–2 | 4–1 | 0–0 | 1–0 | 1–4 | 2–1 | 3–3 | 0–6 | 2–4 | 2–1 | 2–2 | 0–1 | 1–2 | 1–1 | —   | 1–0 | 2–0 |
| West Bromwich Albion   | 1–1 | 1–0 | 2–0 | 1–2 | 0–4 | 0–0 | 0–0 | 1–2 | 1–4 | 2–2 | 2–3 | 1–2 | 2–2 | 2–3 | 1–1 | 1–1 | 1–0 | 2–2 | —   | 0–0 |
| West Ham United        | 0–0 | 1–1 | 0–3 | 0–3 | 1–0 | 1–1 | 3–1 | 2–0 | 1–1 | 1–4 | 1–4 | 0–0 | 2–3 | 3–0 | 1–1 | 1–0 | 2–3 | 2–0 | 2–1 | —   |

## Desempenho por rodada
Clubes que lideraram o campeonato ao final de cada rodada:
| Rodadas | Rodadas | Rodadas | Rodadas | Rodadas | Rodadas | Rodadas | Rodadas | Rodadas | Rodadas | Rodadas | Rodadas | Rodadas | Rodadas | Rodadas | Rodadas | Rodadas | Rodadas | Rodadas | Rodadas | Rodadas | Rodadas | Rodadas | Rodadas | Rodadas | Rodadas | Rodadas | Rodadas | Rodadas | Rodadas | Rodadas | Rodadas | Rodadas | Rodadas | Rodadas | Rodadas | Rodadas | Rodadas |
| ------- | ------- | ------- | ------- | ------- | ------- | ------- | ------- | ------- | ------- | ------- | ------- | ------- | ------- | ------- | ------- | ------- | ------- | ------- | ------- | ------- | ------- | ------- | ------- | ------- | ------- | ------- | ------- | ------- | ------- | ------- | ------- | ------- | ------- | ------- | ------- | ------- | ------- |
| 1       | 2       | 3       | 4       | 5       | 6       | 7       | 8       | 9       | 10      | 11      | 12      | 13      | 14      | 15      | 16      | 17      | 18      | 19      | 20      | 21      | 22      | 23      | 24      | 25      | 26      | 27      | 28      | 29      | 30      | 31      | 32      | 33      | 34      | 35      | 36      | 37      | 38      |
| MUN     | MUN     | MUN     | MUN     | MCI     | MCI     | MCI     | MCI     | MCI     | MCI     | MCI     | MCI     | MCI     | MCI     | MCI     | MCI     | MCI     | MCI     | MCI     | MCI     | MCI     | MCI     | MCI     | MCI     | MCI     | MCI     | MCI     | MCI     | MCI     | MCI     | MCI     | MCI     | MCI     | MCI     | MCI     | MCI     | MCI     | MCI     |

Clubes que ficaram na última posição do campeonato ao final de cada rodada:
| Rodadas | Rodadas | Rodadas | Rodadas | Rodadas | Rodadas | Rodadas | Rodadas | Rodadas | Rodadas | Rodadas | Rodadas | Rodadas | Rodadas | Rodadas | Rodadas | Rodadas | Rodadas | Rodadas | Rodadas | Rodadas | Rodadas | Rodadas | Rodadas | Rodadas | Rodadas | Rodadas | Rodadas | Rodadas | Rodadas | Rodadas | Rodadas | Rodadas | Rodadas | Rodadas | Rodadas | Rodadas | Rodadas |
| ------- | ------- | ------- | ------- | ------- | ------- | ------- | ------- | ------- | ------- | ------- | ------- | ------- | ------- | ------- | ------- | ------- | ------- | ------- | ------- | ------- | ------- | ------- | ------- | ------- | ------- | ------- | ------- | ------- | ------- | ------- | ------- | ------- | ------- | ------- | ------- | ------- | ------- |
| 1       | 2       | 3       | 4       | 5       | 6       | 7       | 8       | 9       | 10      | 11      | 12      | 13      | 14      | 15      | 16      | 17      | 18      | 19      | 20      | 21      | 22      | 23      | 24      | 25      | 26      | 27      | 28      | 29      | 30      | 31      | 32      | 33      | 34      | 35      | 36      | 37      | 38      |
| WHU     | WHU     | WHU     | CRY     | CRY     | CRY     | CRY     | CRY     | CRY     | CRY     | CRY     | CRY     | CRY     | CRY     | SWA     | CRY     | SWA     | SWA     | SWA     | SWA     | SWA     | SWA     | SWA     | SWA     | WBA     | WBA     | WBA     | WBA     | WBA     | WBA     | WBA     | WBA     | WBA     | WBA     | WBA     | WBA     | STK     | WBA     |

## Estatísticas
| Pos. | Jogador             | Equipe                 | Gols |
| ---- | ------------------- | ---------------------- | ---- |
| 1    | Mohamed Salah       | Liverpool              | 32   |
| 2    | Harry Kane          | Tottenham              | 30   |
| 3    | Sergio Agüero       | Manchester City        | 21   |
| 4    | Jamie Vardy         | Leicester              | 20   |
| 5    | Raheem Sterling     | Manchester City        | 18   |
| 6    | Romelu Lukaku       | Manchester United      | 16   |
| 7    | Roberto Firmino     | Liverpool              | 15   |
| 8    | Alexandre Lacazette | Arsenal                | 14   |
| 9    | Gabriel Jesus       | Manchester City        | 13   |
| 10   | Eden Hazard         | Chelsea                | 12   |
| 10   | Riyad Mahrez        | Leicester              | 12   |
| 10   | Glenn Murray        | Brighton & Hove Albion | 12   |
| 10   | Son Heung-min       | Tottenham              | 12   |

| Pos. | Jogador            | Equipe                      | Assists. |
| ---- | ------------------ | --------------------------- | -------- |
| 1    | Kevin De Bruyne    | Manchester City             | 16       |
| 2    | Leroy Sané         | Manchester City             | 15       |
| 3    | David Silva        | Manchester City             | 11       |
| 3    | Raheem Sterling    | Manchester City             | 11       |
| 5    | Dele Alli          | Tottenham                   | 10       |
| 5    | Christian Eriksen  | Tottenham                   | 10       |
| 5    | Riyad Mahrez       | Leicester                   | 10       |
| 5    | Paul Pogba         | Manchester United           | 10       |
| 5    | Mohamed Salah      | Liverpool                   | 10       |
| 10   | Henrikh Mkhitaryan | Manchester United / Arsenal | 9        |

### Hat-tricks
Atualizado em 13 de maio de 2018
| Jogador        | Para            | Contra            | Resultado | Data                    | Ref.   |
| -------------- | --------------- | ----------------- | --------- | ----------------------- | ------ |
| Sergio Agüero  | Manchester City | Watford           | 6–0       | 16 de setembro de 2017  | [ 27 ] |
| Álvaro Morata  | Chelsea         | Stoke City        | 4–0       | 23 de setembro de 2017  | [ 28 ] |
| Callum Wilson  | Bournemouth     | Huddersfield Town | 4–0       | 18 de novembro de 2017  | [ 29 ] |
| Wayne Rooney   | Everton         | West Ham          | 4–0       | 29 de novembro de 2017  | [ 30 ] |
| Harry Kane     | Tottenham       | Burnley           | 3–0       | 23 de dezembro de 2017  | [ 31 ] |
| Harry Kane     | Tottenham       | Southampton       | 5–2       | 26 de dezembro de 2017  | [ 32 ] |
| Sergio Agüero  | Manchester City | Newcastle         | 3–1       | 20 de janeiro de 2018   | [ 33 ] |
| Aaron Ramsey   | Arsenal         | Everton           | 5–1       | 3 de fevereiro de 2018  | [ 34 ] |
| Sergio Agüero4 | Manchester City | Leicester         | 5–1       | 10 de fevereiro de 2018 | [ 35 ] |
| Mohamed Salah4 | Liverpool       | Watford           | 5–0       | 17 de março de 2018     | [ 36 ] |

4 Jogador marcou quatro gols.

## Prêmios

### Prêmios anuais
|                          | Jogador         | Equipe            |
| ------------------------ | --------------- | ----------------- |
| Jogador do Ano PFA       | Mohamed Salah   | Liverpool         |
| Jogador Jovem do Ano PFA | Leroy Sané      | Manchester City   |
| Jogador do Ano FWA       | Mohamed Salah   | Liverpool         |
| Treinador do Ano         | Josep Guardiola | Manchester City   |
| Jogador do Ano           | Mohamed Salah   | Liverpool         |
| Chuteira de Ouro         | Mohamed Salah   | Liverpool         |
| Luva de Ouro             | David de Gea    | Manchester United |

### Prêmios mensais
| Mês       | Treinador do mês | Treinador do mês       | Jogador do mês | Jogador do mês  | Gol do mês       | Gol do mês        | Referências          |
| Mês       | Treinador        | Clube                  | Jogador        | Clube           | Jogador          | Clube             | Referências          |
| --------- | ---------------- | ---------------------- | -------------- | --------------- | ---------------- | ----------------- | -------------------- |
| Agosto    | David Wagner     | Huddersfield Town      | Sadio Mané     | Liverpool       | Charlie Daniels  | Bournemouth       | [ 37 ] [ 38 ] [ 39 ] |
| Setembro  | Pep Guardiola    | Manchester City        | Harry Kane     | Tottenham       | Antonio Valencia | Manchester United | [ 40 ] [ 41 ] [ 42 ] |
| Outubro   | Pep Guardiola    | Manchester City        | Leroy Sané     | Manchester City | Sofiane Boufal   | Southampton       | [ 43 ] [ 44 ] [ 45 ] |
| Novembro  | Pep Guardiola    | Manchester City        | Mohamed Salah  | Liverpool       | Wayne Rooney     | Everton           | [ 46 ] [ 47 ] [ 48 ] |
| Dezembro  | Pep Guardiola    | Manchester City        | Harry Kane     | Tottenham       | Jermain Defoe    | Bournemouth       | [ 49 ] [ 50 ] [ 51 ] |
| Janeiro   | Eddie Howe       | Bournemouth            | Sergio Agüero  | Manchester City | Willian          | Chelsea           | [ 52 ] [ 53 ] [ 54 ] |
| Fevereiro | Chris Hughton    | Brighton & Hove Albion | Mohamed Salah  | Liverpool       | Victor Wanyama   | Tottenham         | [ 55 ] [ 56 ] [ 57 ] |
| Março     | Sean Dyche       | Burnley                | Mohamed Salah  | Liverpool       | Jamie Vardy      | Leicester         | [ 58 ] [ 59 ] [ 60 ] |

### Equipe do Ano PFA
| Pos. | Jogador           | Clube             |
| ---- | ----------------- | ----------------- |
| G    | David de Gea      | Manchester United |
| LD   | Kyle Walker       | Manchester City   |
| Z    | Nicolás Otamendi  | Manchester City   |
| Z    | Jan Vertonghen    | Tottenham         |
| LE   | Marcos Alonso     | Chelsea           |
| M    | David Silva       | Manchester City   |
| M    | Christian Eriksen | Tottenham         |
| M    | Kevin De Bruyne   | Manchester City   |
| A    | Mohamed Salah     | Liverpool         |
| A    | Harry Kane        | Tottenham         |
| A    | Sergio Agüero     | Manchester City   |